# みなかみ町
みなかみ町（みなかみまち）は、群馬県利根郡の町。群馬県最北端に位置し、新潟県と県境（上越国境）を接する。群馬県内で最も広い面積を持つ町域には、水上温泉郷や猿ヶ京温泉など「みなかみ十八湯」と総称される温泉群がある。

## 地理
中央分水嶺たる三国山脈の南側に位置し、標高300 mから2,000 m台の山地に広がる町域（781.08 km2）の大半が山林である。利根川の最上流で、谷川岳の登山口がある。大峰山と三峰山とが成す谷間を流れる利根川に、沼田盆地へと開けた南部で赤谷川が注ぐ。利根川源流部は自然環境保全地域（みなかみユネスコエコパーク）に指定されている。
町の中央を利根川に沿って南北に鉄道（上越新幹線・上越線）と関越自動車道が通る。国道17号が利根川から赤谷川に沿って町の南部を東西に走り、国道291号が分かれて利根川沿いを北上する。
- 山：大水上山、丹後山、越後沢山、本谷山、下津川山、小沢岳、三ツ石山、牛ヶ岳、巻機山、米子頭山、柄沢山、檜倉山、大烏帽子山、七ツ小屋山、武能岳、茂倉岳、一ノ倉岳、谷川岳、万太郎山、仙ノ倉山、平標山、三国山、稲包山、朝日岳、笠ヶ岳、白毛門、藤原山、平ヶ岳、白沢山、至仏山、武尊山、大峰山、吾妻耶山、味城山
- 河川：利根川、赤谷川、湯檜曽川
- ダム：矢木沢ダム（奥利根湖）、奈良俣ダム（ならまた湖）、須田貝ダム（洞元湖）、藤原ダム（藤原湖）、相俣ダム（赤谷湖）

## 隣接する自治体
- 群馬県
  - 沼田市
  - 利根郡片品村、川場村
  - 吾妻郡中之条町、高山村
- 新潟県
  - 魚沼市、南魚沼市
  - 南魚沼郡湯沢町

## 気候
この地域は関東地方で唯一、日本海側気候に分類される地域である。ケッペンの気候区分によると、湯檜曽駅に近い幸知地区にある旧アメダス観測によると、みなかみ町は温暖湿潤気候に分類される。藤原は亜寒帯湿潤気候に近いが、最寒月の平均気温が-2.5℃で-3℃をやや上回るため、定義上は西岸海洋性気候に分類される。関東有数の豪雪地帯として知られ、町内の全域が豪雪地帯対策特別措置法における豪雪地帯に指定されている。しかし、同じみなかみ町でも北部は豪雪地帯であるが、旧月夜野町のある南部は降雪量が少なくなる。みなかみ町の中心部で、町役場のある旧月夜野町の中心部であった後閑駅付近は沼田市の気候に近くなるため、積雪はアメダス観測地点よりははるかに少なくなる。なお、アメダスは2020年11月26日に湯檜曾駅に近い幸知地区から3キロメートルほど南西に位置する水上駅に近い水上小学校付近へ移転した。
| みなかみ (みなかみ町幸知)の気候 | みなかみ (みなかみ町幸知)の気候 | みなかみ (みなかみ町幸知)の気候 | みなかみ (みなかみ町幸知)の気候 | みなかみ (みなかみ町幸知)の気候 | みなかみ (みなかみ町幸知)の気候 | みなかみ (みなかみ町幸知)の気候 | みなかみ (みなかみ町幸知)の気候 | みなかみ (みなかみ町幸知)の気候 | みなかみ (みなかみ町幸知)の気候 | みなかみ (みなかみ町幸知)の気候 | みなかみ (みなかみ町幸知)の気候 | みなかみ (みなかみ町幸知)の気候 | みなかみ (みなかみ町幸知)の気候 |
| 月                              | 1月                             | 2月                             | 3月                             | 4月                             | 5月                             | 6月                             | 7月                             | 8月                             | 9月                             | 10月                            | 11月                            | 12月                            | 年                              |
| ------------------------------- | ------------------------------- | ------------------------------- | ------------------------------- | ------------------------------- | ------------------------------- | ------------------------------- | ------------------------------- | ------------------------------- | ------------------------------- | ------------------------------- | ------------------------------- | ------------------------------- | ------------------------------- |
| 最高気温記録 °C （°F）          | 12.6 (54.7)                     | 17.8 (64)                       | 23.6 (74.5)                     | 29.8 (85.6)                     | 31.8 (89.2)                     | 34.8 (94.6)                     | 36.6 (97.9)                     | 35.8 (96.4)                     | 33.1 (91.6)                     | 28.2 (82.8)                     | 24.3 (75.7)                     | 20.9 (69.6)                     | 36.6 (97.9)                     |
| 平均最高気温 °C （°F）          | 2.6 (36.7)                      | 3.5 (38.3)                      | 7.4 (45.3)                      | 14.4 (57.9)                     | 20.2 (68.4)                     | 23.3 (73.9)                     | 27.0 (80.6)                     | 28.2 (82.8)                     | 23.6 (74.5)                     | 17.8 (64)                       | 12.1 (53.8)                     | 5.8 (42.4)                      | 15.5 (59.9)                     |
| 日平均気温 °C （°F）            | −1.2 (29.8)                     | −0.8 (30.6)                     | 2.3 (36.1)                      | 8.2 (46.8)                      | 14.0 (57.2)                     | 18.0 (64.4)                     | 21.8 (71.2)                     | 22.7 (72.9)                     | 18.8 (65.8)                     | 12.7 (54.9)                     | 6.7 (44.1)                      | 1.4 (34.5)                      | 10.4 (50.7)                     |
| 平均最低気温 °C （°F）          | −4.4 (24.1)                     | −4.3 (24.3)                     | −1.6 (29.1)                     | 3.1 (37.6)                      | 8.5 (47.3)                      | 13.6 (56.5)                     | 18.0 (64.4)                     | 19.0 (66.2)                     | 15.3 (59.5)                     | 9.1 (48.4)                      | 2.8 (37)                        | −1.7 (28.9)                     | 6.4 (43.5)                      |
| 最低気温記録 °C （°F）          | −12.2 (10)                      | −14.1 (6.6)                     | −13.1 (8.4)                     | −6.8 (19.8)                     | −0.5 (31.1)                     | 5.2 (41.4)                      | 10.8 (51.4)                     | 10.7 (51.3)                     | 4.6 (40.3)                      | −1.0 (30.2)                     | −7.1 (19.2)                     | −11.1 (12)                      | −14.1 (6.6)                     |
| 降水量 mm （inch）              | 154.9 (6.098)                   | 125.9 (4.957)                   | 114.0 (4.488)                   | 99.7 (3.925)                    | 114.5 (4.508)                   | 152.0 (5.984)                   | 215.8 (8.496)                   | 210.6 (8.291)                   | 199.9 (7.87)                    | 140.5 (5.531)                   | 90.9 (3.579)                    | 144.9 (5.705)                   | 1,754.8 (69.087)                |
| 降雪量 cm （inch）              | 296 (116.5)                     | 241 (94.9)                      | 145 (57.1)                      | 30 (11.8)                       | 0 (0)                           | 0 (0)                           | 0 (0)                           | 0 (0)                           | 0 (0)                           | 0 (0)                           | 11 (4.3)                        | 187 (73.6)                      | 906 (356.7)                     |
| 平均降水日数 （≥1.0 mm）        | 18.7                            | 15.2                            | 15.0                            | 11.8                            | 12.0                            | 14.5                            | 16.1                            | 15.4                            | 14.0                            | 12.3                            | 12.0                            | 16.1                            | 173.3                           |
| 平均月間日照時間                | 81.1                            | 96.7                            | 134.9                           | 167.3                           | 192.1                           | 145.1                           | 144.6                           | 165.1                           | 126.5                           | 127.4                           | 115.7                           | 103.6                           | 1,600.2                         |
| 出典1：気象庁                   |                                 |                                 |                                 |                                 |                                 |                                 |                                 |                                 |                                 |                                 |                                 |                                 |                                 |
| 出典2：気象庁                   |                                 |                                 |                                 |                                 |                                 |                                 |                                 |                                 |                                 |                                 |                                 |                                 |                                 |

| 藤原 (みなかみ町藤原字屋倉)の気候 | 藤原 (みなかみ町藤原字屋倉)の気候 | 藤原 (みなかみ町藤原字屋倉)の気候 | 藤原 (みなかみ町藤原字屋倉)の気候 | 藤原 (みなかみ町藤原字屋倉)の気候 | 藤原 (みなかみ町藤原字屋倉)の気候 | 藤原 (みなかみ町藤原字屋倉)の気候 | 藤原 (みなかみ町藤原字屋倉)の気候 | 藤原 (みなかみ町藤原字屋倉)の気候 | 藤原 (みなかみ町藤原字屋倉)の気候 | 藤原 (みなかみ町藤原字屋倉)の気候 | 藤原 (みなかみ町藤原字屋倉)の気候 | 藤原 (みなかみ町藤原字屋倉)の気候 | 藤原 (みなかみ町藤原字屋倉)の気候 |
| 月                                | 1月                               | 2月                               | 3月                               | 4月                               | 5月                               | 6月                               | 7月                               | 8月                               | 9月                               | 10月                              | 11月                              | 12月                              | 年                                |
| --------------------------------- | --------------------------------- | --------------------------------- | --------------------------------- | --------------------------------- | --------------------------------- | --------------------------------- | --------------------------------- | --------------------------------- | --------------------------------- | --------------------------------- | --------------------------------- | --------------------------------- | --------------------------------- |
| 最高気温記録 °C （°F）            | 11.7 (53.1)                       | 15.8 (60.4)                       | 20.5 (68.9)                       | 28.1 (82.6)                       | 31.4 (88.5)                       | 32.6 (90.7)                       | 34.1 (93.4)                       | 35.0 (95)                         | 32.0 (89.6)                       | 27.8 (82)                         | 24.4 (75.9)                       | 21.5 (70.7)                       | 35.0 (95)                         |
| 平均最高気温 °C （°F）            | 1.4 (34.5)                        | 2.3 (36.1)                        | 6.0 (42.8)                        | 12.8 (55)                         | 19.6 (67.3)                       | 22.8 (73)                         | 26.2 (79.2)                       | 27.3 (81.1)                       | 22.9 (73.2)                       | 17.1 (62.8)                       | 11.2 (52.2)                       | 4.6 (40.3)                        | 14.5 (58.1)                       |
| 日平均気温 °C （°F）              | −2.5 (27.5)                       | −2.2 (28)                         | 0.9 (33.6)                        | 6.3 (43.3)                        | 12.7 (54.9)                       | 17.0 (62.6)                       | 20.8 (69.4)                       | 21.6 (70.9)                       | 17.7 (63.9)                       | 11.6 (52.9)                       | 5.5 (41.9)                        | 0.2 (32.4)                        | 9.1 (48.4)                        |
| 平均最低気温 °C （°F）            | −6.2 (20.8)                       | −6.3 (20.7)                       | −3.3 (26.1)                       | 1.2 (34.2)                        | 6.8 (44.2)                        | 12.4 (54.3)                       | 17.0 (62.6)                       | 17.8 (64)                         | 14.0 (57.2)                       | 7.5 (45.5)                        | 1.2 (34.2)                        | −3.3 (26.1)                       | 4.9 (40.8)                        |
| 最低気温記録 °C （°F）            | −15.4 (4.3)                       | −16.6 (2.1)                       | −16.7 (1.9)                       | −9.5 (14.9)                       | −2.3 (27.9)                       | 3.1 (37.6)                        | 8.7 (47.7)                        | 9.2 (48.6)                        | 3.1 (37.6)                        | −4.0 (24.8)                       | −10.2 (13.6)                      | −14.1 (6.6)                       | −16.7 (1.9)                       |
| 降水量 mm （inch）                | 219.4 (8.638)                     | 163.2 (6.425)                     | 124.1 (4.886)                     | 89.6 (3.528)                      | 105.2 (4.142)                     | 130.3 (5.13)                      | 191.3 (7.531)                     | 185.0 (7.283)                     | 176.3 (6.941)                     | 136.4 (5.37)                      | 104.6 (4.118)                     | 189.8 (7.472)                     | 1,816.2 (71.504)                  |
| 降雪量 cm （inch）                | 348 (137)                         | 272 (107.1)                       | 183 (72)                          | 69 (27.2)                         | 2 (0.8)                           | 0 (0)                             | 0 (0)                             | 0 (0)                             | 0 (0)                             | 0 (0)                             | 29 (11.4)                         | 258 (101.6)                       | 1,152 (453.5)                     |
| 平均降水日数 （≥1.0 mm）          | 21.1                              | 17.9                              | 16.8                              | 13.1                              | 12.3                              | 14.0                              | 15.8                              | 14.5                              | 14.1                              | 12.6                              | 13.8                              | 18.2                              | 183.7                             |
| 平均月間日照時間                  | 59.7                              | 74.8                              | 113.4                             | 145.1                             | 194.3                             | 150.7                             | 152.5                             | 182.5                             | 125.8                             | 119.5                             | 104.6                             | 78.5                              | 1,509.6                           |
| 出典1：気象庁                     |                                   |                                   |                                   |                                   |                                   |                                   |                                   |                                   |                                   |                                   |                                   |                                   |                                   |
| 出典2：気象庁                     |                                   |                                   |                                   |                                   |                                   |                                   |                                   |                                   |                                   |                                   |                                   |                                   |                                   |

## 地域

### 町内の大字
基本的に旧町村時代の大字をそのまま引き継いでいるが、新治地区については合併時に改称または新たに設置した大字が存在する。
- 月夜野地区（月夜野町）
  - 石倉（いしくら）
  - 大沼（おおぬま）
  - 小川（おがわ）
  - 上津（かみづ）
  - 上牧（かみもく）
  - 後閑（ごかん）
  - 下津（しもづ）
  - 下牧（しももく）
  - 月夜野（つきよの）
  - 奈女沢（なめざわ）
  - 真庭（まにわ）
  - 政所（まんどころ）
  - 師（もろ）
- 水上地区（水上町）
  - 阿能川（あのうがわ）
  - 粟沢（あわざわ）
  - 大穴（おおあな）
  - 小日向（おびなた）
  - 鹿野沢（かのさわ）
  - 川上（かわかみ）
  - 幸知（こうち）
  - 小仁田（こにた）
  - 高日向（たかひなた）
  - 谷川（たにがわ）
  - 綱子（つなご）
  - 寺間（てらま）
  - 藤原（ふじわら）
  - 向山（むこうやま）
  - 湯原（ゆばら）
  - 湯桧曽（ゆびそ）
  - 夜後（よご）
  - 吉本（よしもと）
- 新治地区（新治村 (群馬県)）
  - 相俣（あいまた）
  - 新巻（あらまき）
  - 入須川（いりすかわ）
  - 猿ヶ京温泉（さるがきょうおんせん）[注 3]
  - 須川（すかわ）
  - 永井（ながい）
  - 西峰須川（にしみねすかわ）
  - 羽場（はば）
  - 東峰（ひがしみね）[注 4]
  - 吹路（ふくろ）
  - 布施（ふせ）
  - 師田（もろだ）
  - 湯宿温泉（ゆじゅくおんせん） - みなかみ町発足時に大字布施・新巻のそれぞれ一部より湯宿温泉街の範囲を分立[7]。

## 歴史
先史・古代
- 縄文時代 - 現在のみなかみ町域内で定住が開始。旧月夜野・水上両町域で同時代の遺跡が発掘されている。
- 713年（和銅6年） - 律令体制の整備に伴い、現在の町域が上野国利根郡となる。
- 8世紀末 - 9世紀初？（約1200年前） - 三国峠を越え、上野国と越後国を結ぶ街道（後の三国街道）沿いに法師温泉が開削されたと推定。弘法大師空海による開削伝説を持つ[8]。

中世
- 1492年（明応元年） - 沼田氏により、沼田城の支城として旧月夜野町内に名胡桃城が築城されたと伝えられる[注 5]。
- 1560年（永禄3年） - 越後の長尾景虎（上杉謙信）が初めて三国峠を越え、同町域を通って上野国へ侵攻。後北条氏を追い、利根郡一帯は謙信の支配下に入る。その後も三国峠や清水峠を利用して上越国境を抜け、関東に度々侵攻する。なお、謙信が猿ヶ京温泉（旧新治村）を名付けたとされる。
- 1578年（天正6年） - 謙信が病死。その後の御館の乱に乗じ、武田勝頼の部将だった真田昌幸が沼田城を落とし、利根郡地域を支配。昌幸は武田氏の滅亡後も領地の維持に成功。
- 1590年（天正18年） - 小田原征伐後、利根郡一帯は昌幸の子、信幸の支配地となり、沼田藩が実質的に成立。

近世
- 1631年（寛永8年） - 三国街道の猿ヶ京宿に関所が設置。三国街道では旧月夜野町内に2つ、旧新治村内に7つの宿場が置かれ、参勤交代を含め関東と越後（佐渡国を含む）を結ぶ重要な交通路となる。一方、水上経由の清水峠は江戸幕府により通行が止められる。
- 1680年（延宝8年） - 沼田藩の真田氏が改易。以後、幕府領の時代を経て、現町域は再興された沼田藩と幕府領の混在地域となる。
- 1868年（慶応4年） - 戊辰戦争。沼田藩主の土岐頼知は新政府に恭順し、進駐した官軍は三国峠の北側の越後南魚沼郡一帯を領地としていた会津藩を4月24日（旧暦）の三国峠の戦いで破る。

近現代
- 1885年（明治18年） - 清水峠を越える国道が整備されるも、同年内に土砂崩れが発生し、最終的に放棄される。
- 1893年（明治26年） - 官設鉄道（後の国鉄）の信越本線、高崎駅 - 直江津駅間が開通。関東と新潟（北陸・羽越方面を含む）の主要交通路が転移し、三国街道の交通量は激減。
- 1926年（大正15年） - 11月20日、国鉄上越南線沼田駅 - 後閑駅間が延伸開業し、古馬巻村に後閑駅が開業（現みなかみ町域初の鉄道駅）。
- 1928年（昭和3年） - 10月30日、同線後閑駅 - 水上駅間が延伸開業。上牧駅（古馬牧村）と水上駅（水上村）が開業。
- 1931年（昭和6年） - 9月1日、水上駅 - 越後湯沢駅間の開業で上越線全線開通、再び関東と新潟を結ぶ主要ルートが現みなかみ町域を通る。湯檜曽駅・土合信号所（1936年に土合駅へ昇格、共に水上村）が開業。清水峠の下を通る清水トンネルが長大なため、水上駅 - 石打駅間が当初から直流電化され、水上駅には機関区が置かれて温泉と共に後の発展の礎を築く。
- 1934年（昭和9年） - 三国峠ルートで三国街道が国道17号に指定（ただし、三国峠での自動車通行は不可）。
- 1935年（昭和10年） - 9月25日、台風接近に伴う集中豪雨で利根川が増水。谷川温泉の旅館2軒が流出したほか、複数の宿泊施設で2階まで浸水する被害[10]。
- 1949年（昭和24年） - 9月7日、上越国境付近を中心に上信越高原国立公園が指定（水上町、新治村）。谷川岳山頂周辺は特別保護地域に指定される。
- 1953年（昭和28年） - 利根川上流域、沼田市内での巨大ダム建設「沼田ダム計画[注 6]」計画が明らかとなり[注 7]、中心地域の一部が水没する月夜野町では沼田市と共に強い反対運動が発生。1972年に白紙撤回される。
- 1955年（昭和30年） - 現みなかみ町域で初のダムとなる須田貝ダムが利根川源流域に完成（水上町）。以後、首都圏の重要な水利・電源地帯となる。
- 1957年（昭和32年） - 国道17号の三国トンネルが開通（第二次世界大戦による工事中断を経て）。新潟県側との自動車通行が可能となる。
- 1958年（昭和33年） - 利根沼田学校組合立利根商業高等学校開校（月夜野町）。現みなかみ町域唯一の高等学校として現在も存続。
- 1960年（昭和35年） - 12月13日、谷川岳天神平スキー場と谷川岳ロープウェイが開業（水上町）。スキーの普及や登山の大衆化もあって谷川岳への観光客が増加し、観光産業の重要性がさらに高まる。
- 1966年（昭和41年） - 12月20日、群馬県が「谷川岳遭難防止条例」を施行。
- 1967年（昭和42年） - 矢木沢ダム完成（水上町、利根川水系で最大のダム）。
- 1982年（昭和57年） - 上越新幹線大宮駅 - 新潟駅間が開業。新清水トンネル・月夜野トンネルを通り、月夜野町に上毛高原駅が設置。
- 1985年（昭和60年） - 関越自動車道前橋IC - 湯沢IC間開通（関越トンネル経由、同自動車道全通）。月夜野IC・下牧PA（月夜野町）・水上IC・谷川岳PA（水上町）開設。

### 行政区域の変遷
- 1871年（明治4年）
  - 7月14日 - 廃藩置県により沼田県成立。
  - 10月28日 - 群馬県（第1次）の一部となる。
- 1873年（明治6年） - 6月15日、群馬県が熊谷県に改組。
- 1876年（明治9年） - 8月21日、群馬県が再置。以後、現みなかみ町域はその一部となる。
- 1889年（明治22年） - 4月1日、町村制施行。利根郡および吾妻郡のうち現町域にあたる以下の5村が成立。
  - 利根郡
    - 桃野村（月夜野村、小川村、上津村、下津村、石倉村が合併）
    - 古馬牧村（真庭村、政所村、師村、後閑村、下牧村、上牧村、大沼村、奈女沢村が合併）
    - 水上村（湯原村、高日向村、小日向村、阿能川村、谷川村、鹿野沢村、吉本村、小仁田村、寺間村、川上村、大穴村、幸知村、湯檜曽村、綱子村、向山村、粟沢村、藤原村、夜後村が合併）
    - 湯ノ原村（新巻村、羽場村、相俣村が合併）

  - 吾妻郡
    - 久賀村（須川町、東峰須川村、西峰須川村、入須川村、布施村、師田村、吹路村、長井村、猿ヶ京村が合併）
- 1896年（明治29年） - 久賀村が利根郡へ変更。
- 1908年（明治41年） - 湯ノ原村と久賀村が合併し、新治村が成立。
- 1947年（昭和22年） - 10月10日、水上村が町制施行、水上町となる。
- 1955年（昭和30年） - 4月1日、桃野村と古馬牧村が合併し、月夜野町として町制施行。現みなかみ町の母体となった2町1村が揃う。
- 2005年（平成17年）10月1日 - 月夜野町・水上町・新治村が対等合併し、みなかみ町が発足する。町名の由来は若山牧水の『みなかみ紀行』から[11][1]。

## 人口
| |                                            |  |
| みなかみ町と全国の年齢別人口分布（2005年） | みなかみ町の年齢・男女別人口分布（2005年） |  |
| ■紫色 ― みなかみ町 ■緑色 ― 日本全国 | ■青色 ― 男性 ■赤色 ― 女性                  |  |
| みなかみ町（に相当する地域）の人口の推移 \| 1970年（昭和45年） \| 29,218人 \| \| \| 1975年（昭和50年） \| 29,022人 \| \| \| 1980年（昭和55年） \| 28,123人 \| \| \| 1985年（昭和60年） \| 27,261人 \| \| \| 1990年（平成2年） \| 26,540人 \| \| \| 1995年（平成7年） \| 26,252人 \| \| \| 2000年（平成12年） \| 25,079人 \| \| \| 2005年（平成17年） \| 23,310人 \| \| \| 2010年（平成22年） \| 21,345人 \| \| \| 2015年（平成27年） \| 19,347人 \| \| \| 2020年（令和2年） \| 17,195人 \| \| |                                            |  |
| 総務省統計局 国勢調査より |                                            |  |
| 1970年（昭和45年） | 29,218人                                   |  |
| 1975年（昭和50年） | 29,022人                                   |  |
| 1980年（昭和55年） | 28,123人                                   |  |
| 1985年（昭和60年） | 27,261人                                   |  |
| 1990年（平成2年） | 26,540人                                   |  |
| 1995年（平成7年） | 26,252人                                   |  |
| 2000年（平成12年） | 25,079人                                   |  |
| 2005年（平成17年） | 23,310人                                   |  |
| 2010年（平成22年） | 21,345人                                   |  |
| 2015年（平成27年） | 19,347人                                   |  |
| 2020年（令和2年） | 17,195人                                   |  |

## 行政・議会

### 町長
| 代      | 氏名     | 就任日         | 退任日         | 備考                       |
| ------- | -------- | -------------- | -------------- | -------------------------- |
| 初代    | 鈴木和雄 | 2005年11月1日  | 2009年10月29日 |                            |
| 2 - 3代 | 岸良昌   | 2009年10月30日 | 2017年10月29日 |                            |
| 4代     | 前田善成 | 2017年10月30日 | 2018年9月18日  | 不信任決議案可決により失職 |
| 5代     | 鬼頭春二 | 2018年10月28日 | 2022年10月27日 |                            |
| 6代     | 阿部賢一 | 2022年10月28日 |                |                            |

町役場設置地 - 群馬県利根郡みなかみ町後閑318（旧月夜野町役場）
旧水上町役場・新治村役場はそれぞれみなかみ町役場の水上支所・新治支所として使用。

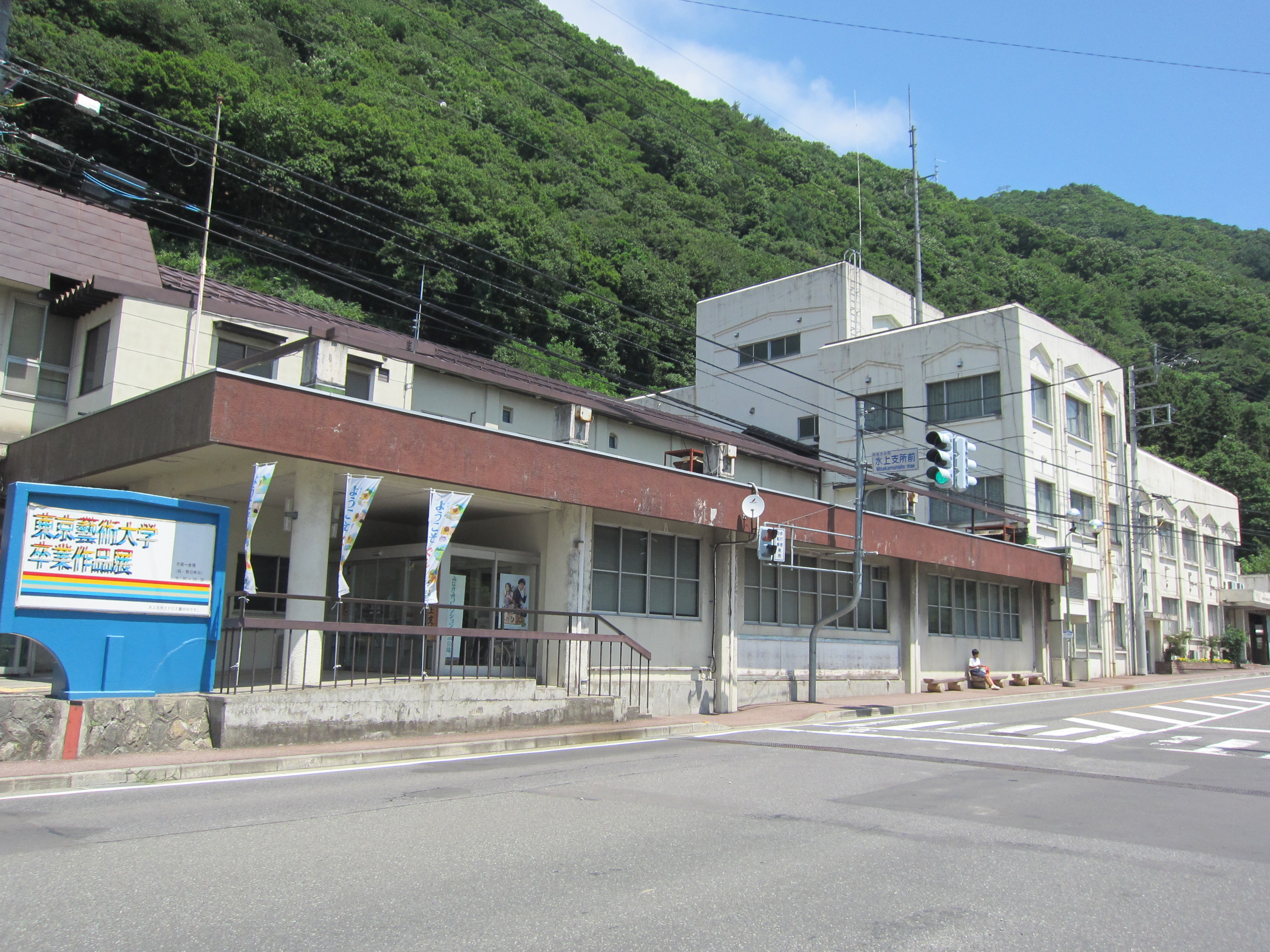
水上支所
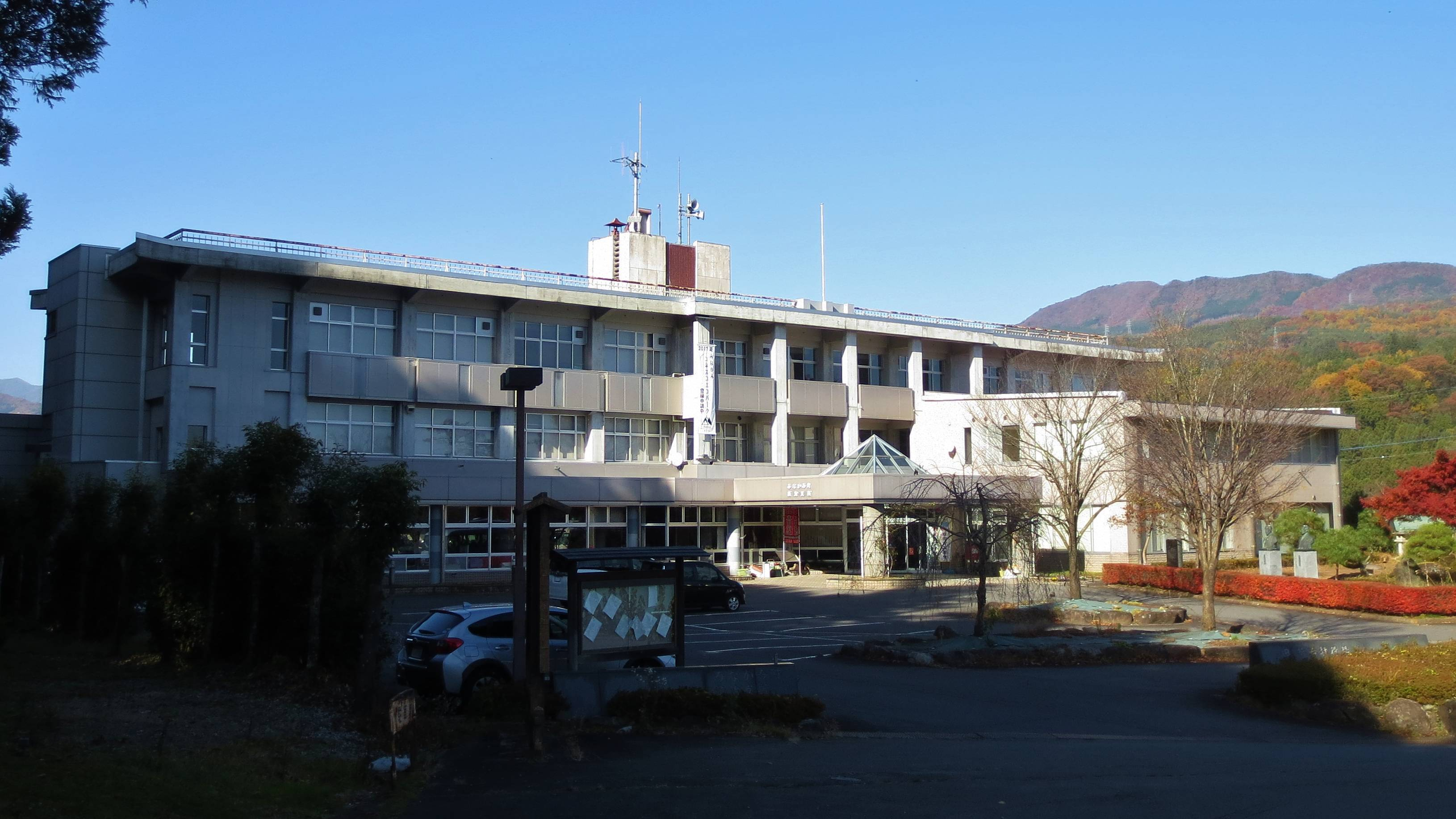
新治支所

### 県議会
- 選挙区：利根郡選挙区
- 定数：1名
- 任期：2023年（令和5年）4月30日 - 2027年（令和9年）4月29日[14]

| 議員名 | 会派名     | 備考 |
| ------ | ---------- | ---- |
| 星野寛 | 自由民主党 |      |

### 衆議院
- 任期 ： 2024年（令和6年）10月27日 - 2028年（令和10年）10月26日（「第50回衆議院議員総選挙」参照）

| 選挙区                                            | 議員名     | 党派名     | 当選回数 | 備考   |
| ------------------------------------------------- | ---------- | ---------- | -------- | ------ |
| 群馬県第1区（みなかみ町、前橋市、沼田市、利根郡） | 中曽根康隆 | 自由民主党 | 3        | 選挙区 |

## 警察
- 沼田警察署管内で、交番2箇所と駐在所1箇所

## 消防
- 利根沼田広域消防本部
  - 北消防署 ※旧利根郡水上町、同月夜野町の一部
  - 西消防署 ※旧利根郡月夜野町・新治村

## 環境省
- 環境省中部地方環境事務所信越自然環境事務所谷川自然保護官事務所[15]

## 森林管理
- 関東森林管理局利根沼田森林管理署[16] - 管轄区域（沼田市、川場村、昭和村、片品村、みなかみ町）の国有林96,677haのうち56,668ha（58.6％）が、みなかみ町に所在[17]。
  - 相俣森林事務所
  - 水上森林事務所

## 郵便

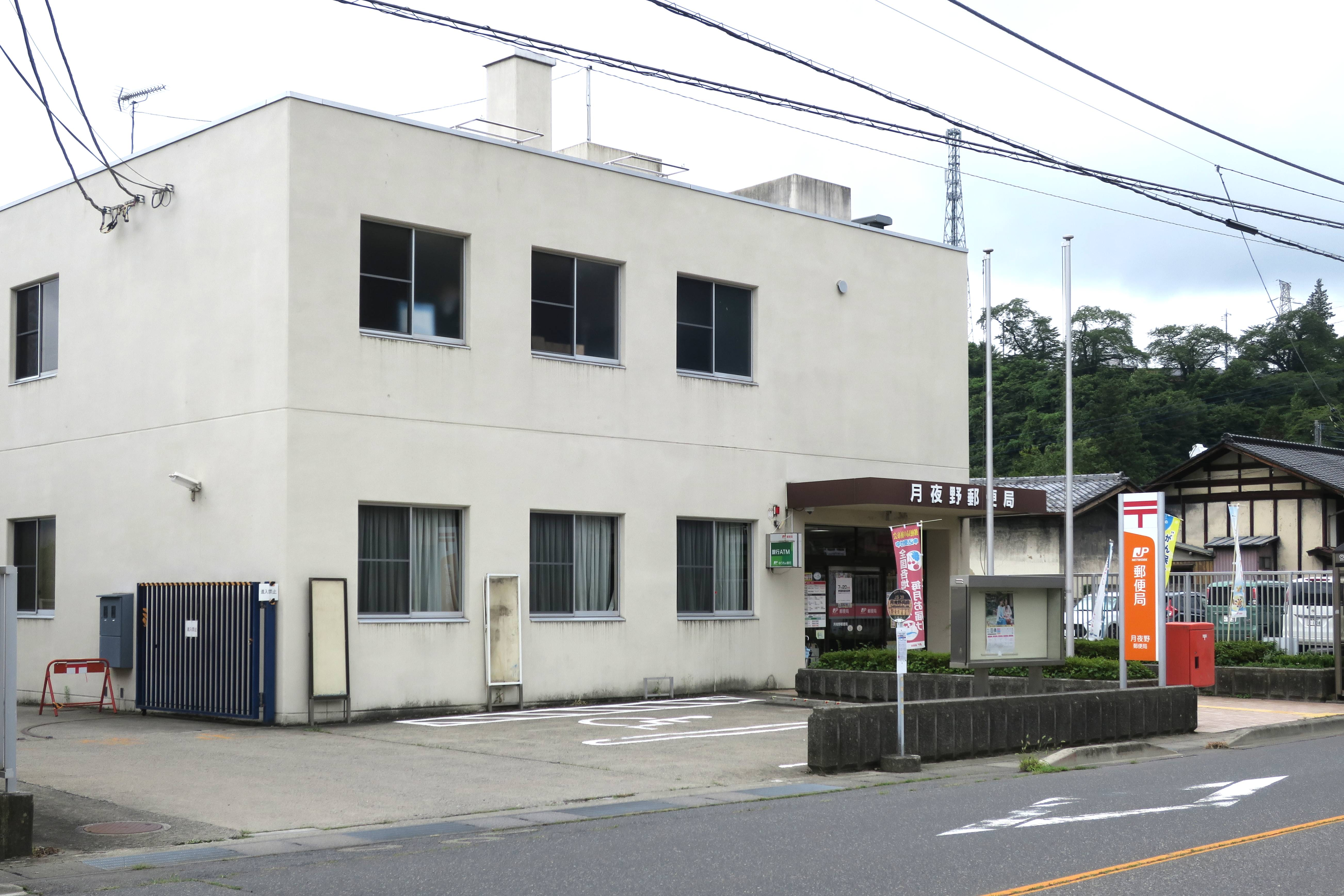
月夜野郵便局

日本郵便が拠点（郵便局）を展開している。
- 真庭郵便局
- 後閑駅前簡易郵便局
- 月夜野郵便局
- 上牧郵便局
- 水上郵便局
- 湯檜曽郵便局
- 水上藤原郵便局
- 水上駅前簡易郵便局
- 布施郵便局
- 猿ヶ京郵便局

## 経済

### 産業
- 主な産業
  - 農業 - 水月夜生産組合
  - ヤマキ
  - アイチコーポレーション
  - 観光 - 全国的にみてもアウトドアスポーツが観光資源として県内外から多くの観光客が訪れている。春から秋にかけてはラフティング、キャニオニング、カヌー、マウンテンバイク、ツリークライミングなど、また冬は多くのスキー客で賑わう。近年は外国人観光客も多く訪れている[18]。
- 産業人口
  - 第1次産業：1,506人（11.4%）
  - 第2次産業：3,016人（22.8%）
  - 第3次産業：8,684人（65.8%）

### かつて存在した企業
- ホテル大宮 - 水上駅前にある。建物は廃墟化している。

### かつて存在した開発構想
- 上毛高原ホロンタウン - 1989年（平成元年）4月18日に発表された大型観光開発計画。当時のオリエントファイナンスと藤田観光の共同出資により、40階建てのリゾートホテルを始め、ゴルフ場やスキー場、美術館、劇場といった施設を水上インターチェンジ南西の石倉地区に建設する計画であったが、反対運動や資金難で頓挫した[19]。

## 姉妹都市・提携都市

### 国内
- 埼玉県さいたま市
  - 2004年12月20日、友好都市提携（旧新治村）
- 茨城県取手市
  - 2009年8月8日、友好都市提携（みなかみ町）
- 東京中野区
  - 2012年9月18日、里・まち連携を締結[20]。

### 海外
- アメリカ合衆国 テキサス州ハンツヴィル市
  - 1991年4月18日、姉妹都市提携（旧新治村）
- チェコ共和国 ウヘルスキーブロッド町
  - 1995年11月3日、姉妹都市提携（旧月夜野町）
- 中華民国 台南市
  - 2013年12月13日、友好都市協定（みなかみ町）

## 教育

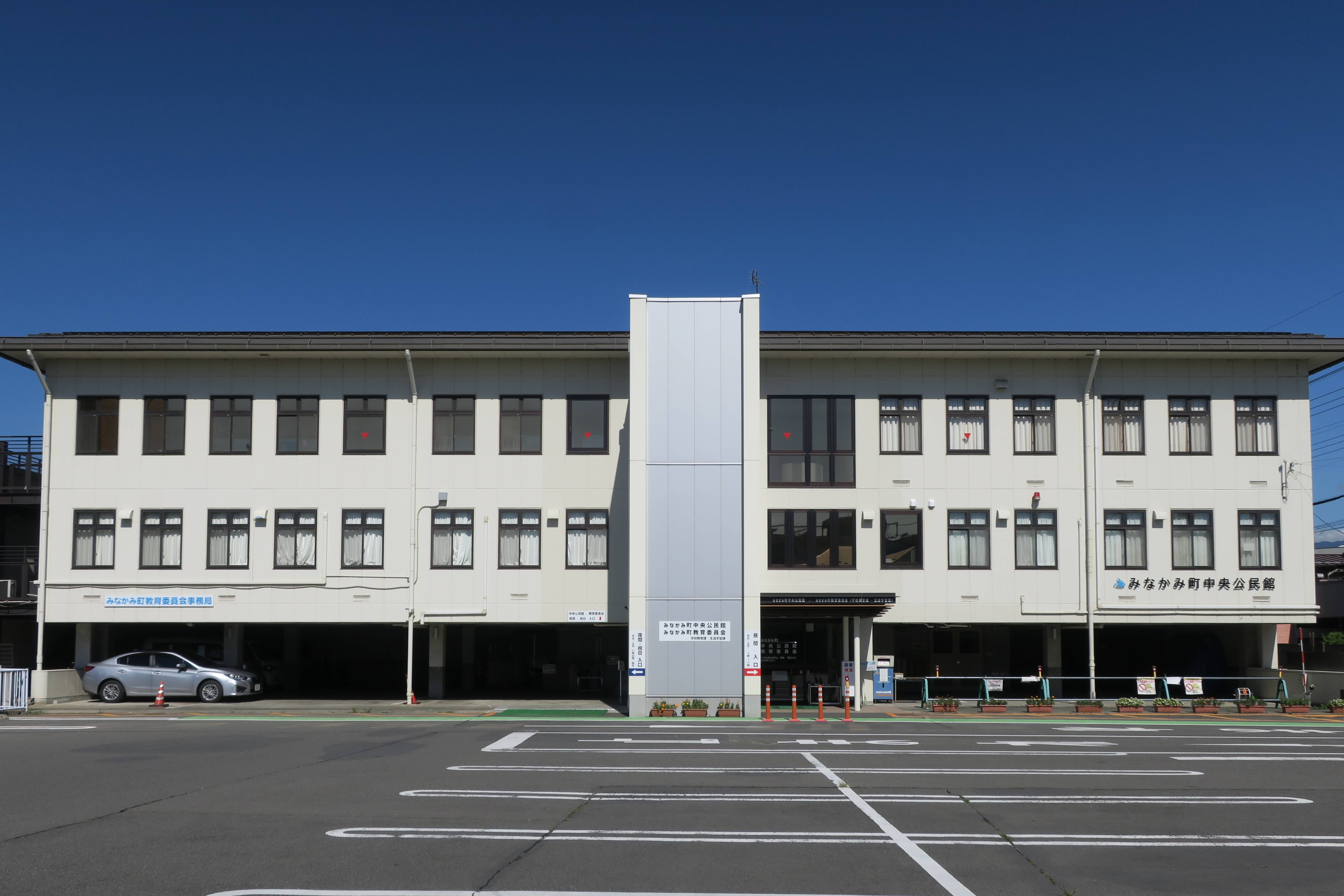
みなかみ町教育委員会が入所するみなかみ町中央公民館

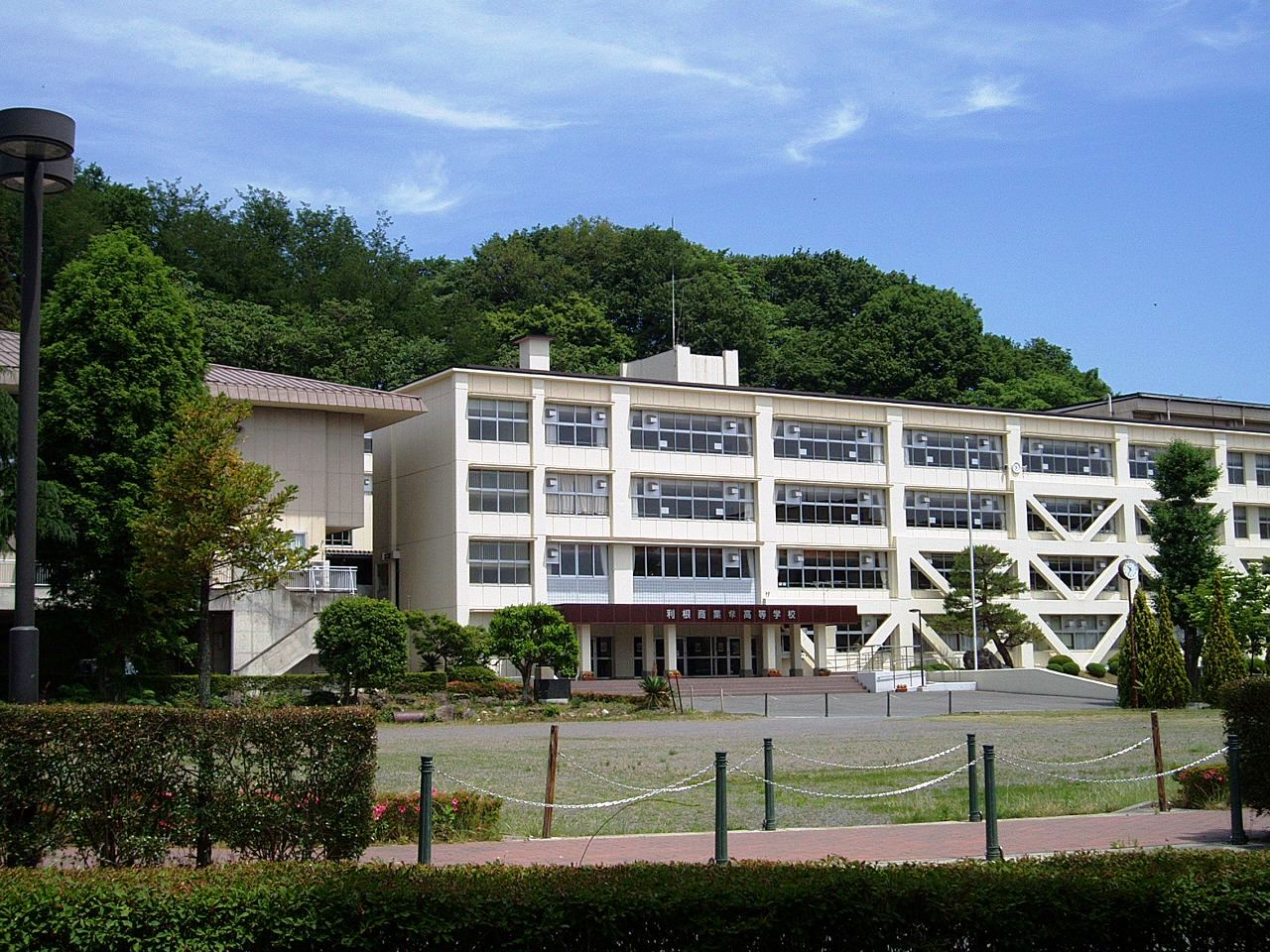
高等学校
  - 利根沼田学校組合立利根商業高等学校
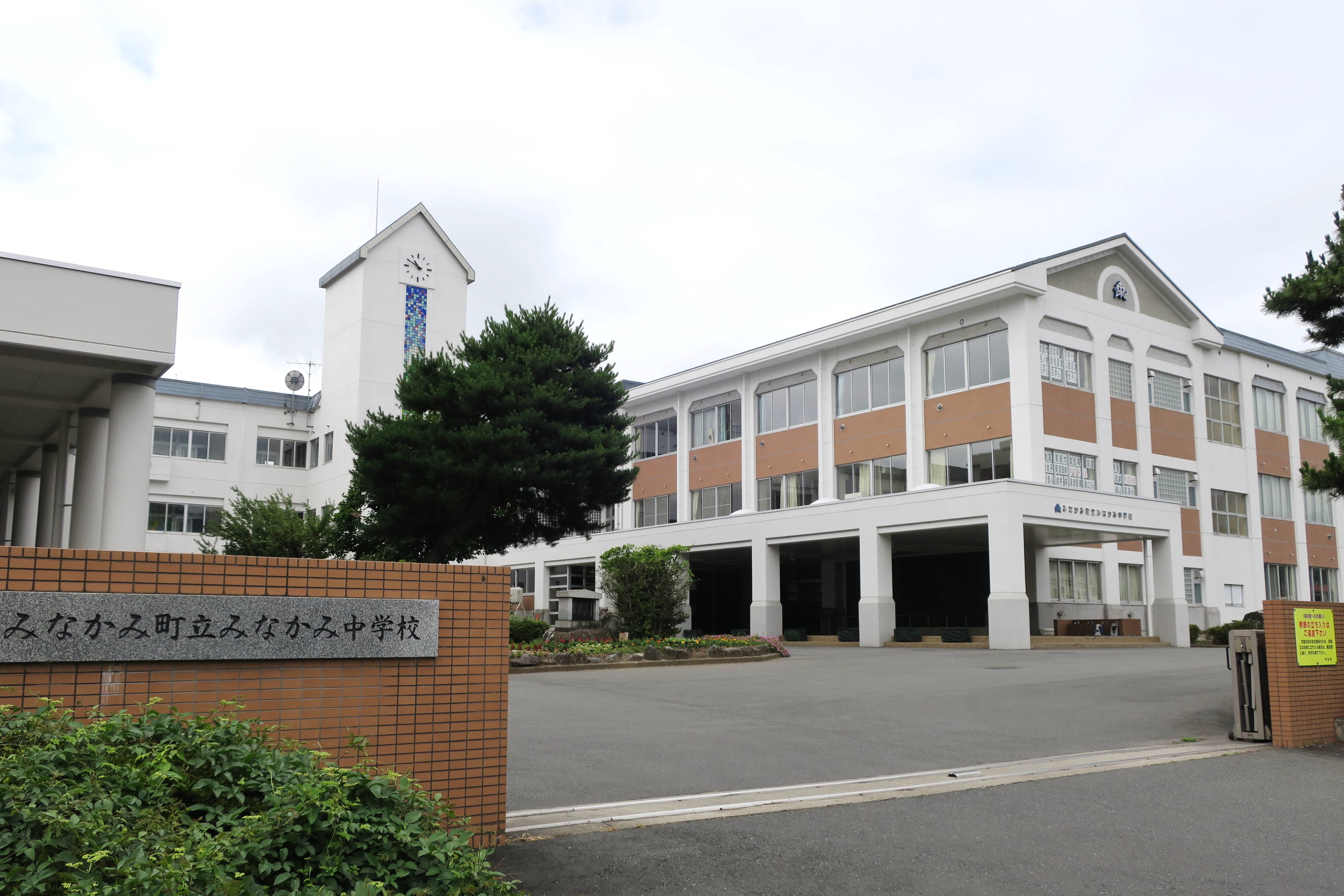
中学校 - みなかみ町立みなかみ中学校
- 小学校
  - 古馬牧小学校
  - 桃野小学校
  - 北小学校
  - 水上小学校
  - 藤原小学校
  - 新治小学校

- 利根商業高等学校
- みなかみ中学校

## 交通

### 鉄道

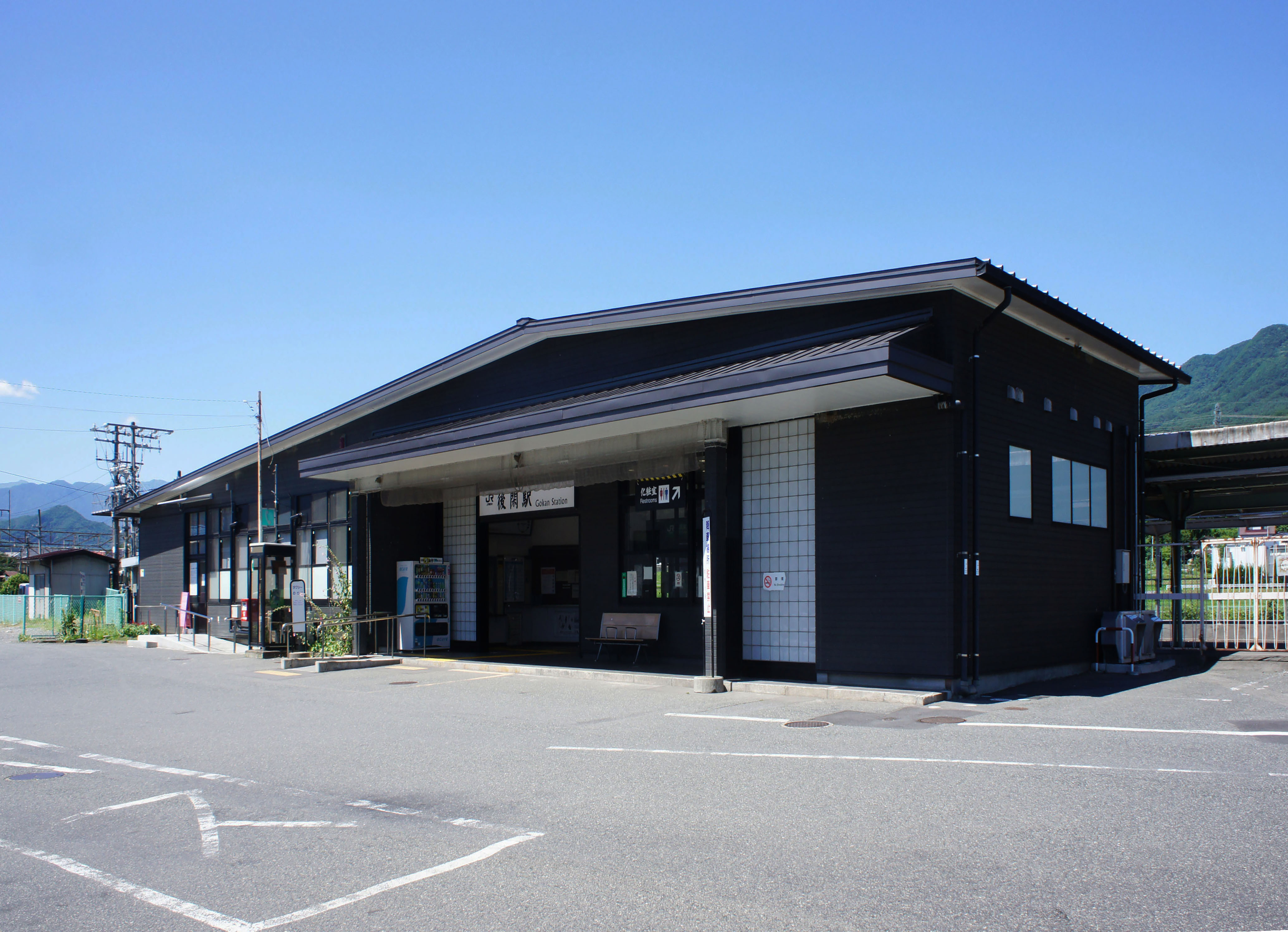
後閑駅

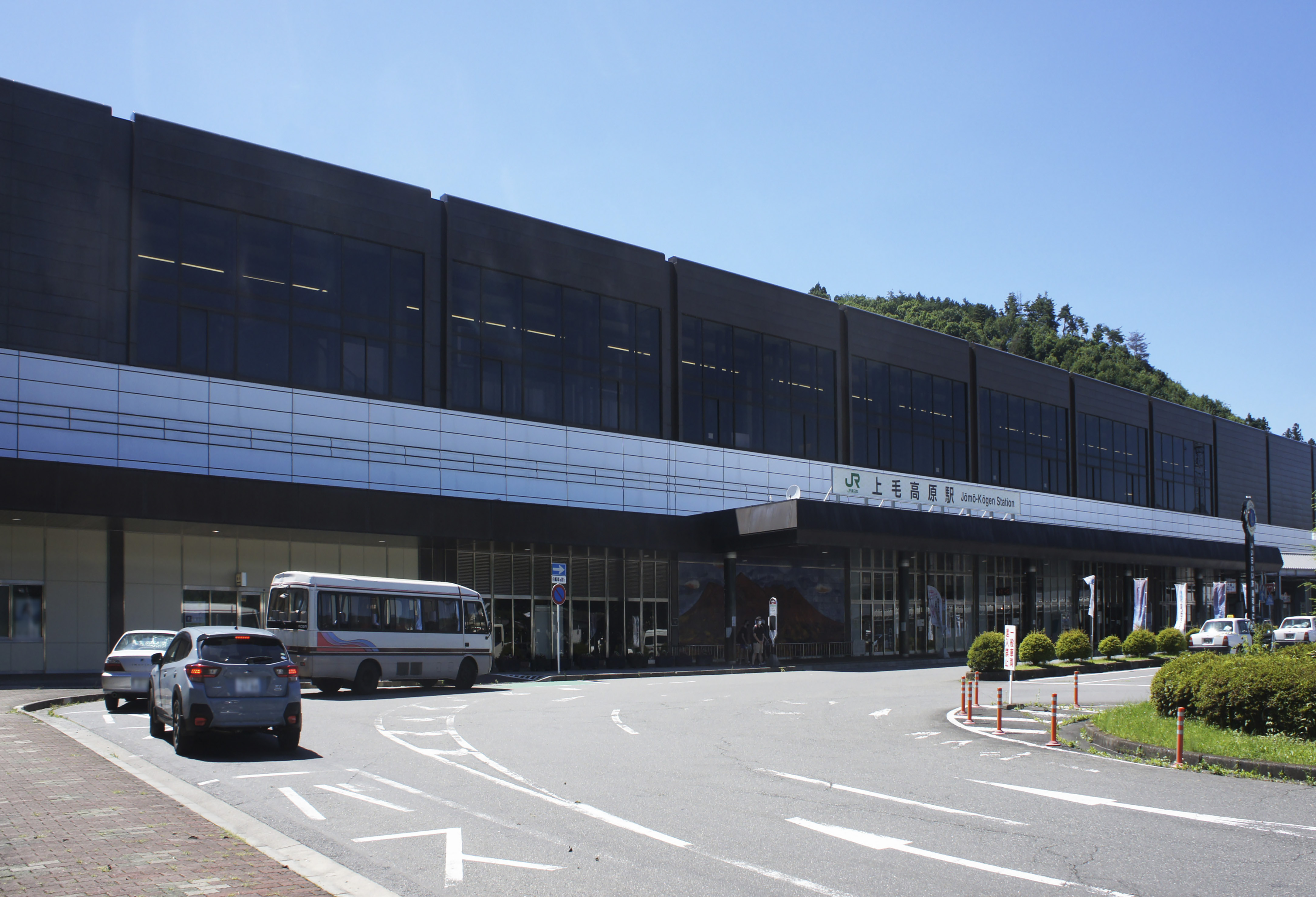
上毛高原駅

- 中心となる駅：後閑駅

東日本旅客鉄道（JR東日本）
 上越新幹線
- - 上毛高原駅 -

■上越線
- - 後閑駅 - 上牧駅 - 水上駅 - 湯檜曽駅 - 土合駅 -

### ロープウェイ
谷川岳ヨッホ by 星野リゾート
- 土合口 - 天神平

### 交通連絡
- 隣接市町村への連絡
  - 沼田市：上越線高崎方面行を利用
  - 南魚沼郡湯沢町：上越新幹線で越後湯沢駅へ
- 群馬県庁（前橋駅）への連絡
  - 上越線で新前橋駅へ移動し、両毛線に乗り換え
- 広範囲な連絡
  - 東京・新潟方面共に上越新幹線を利用

### バス
- 関越交通
- みなかみ町営バス

### 道路
- 高速道路

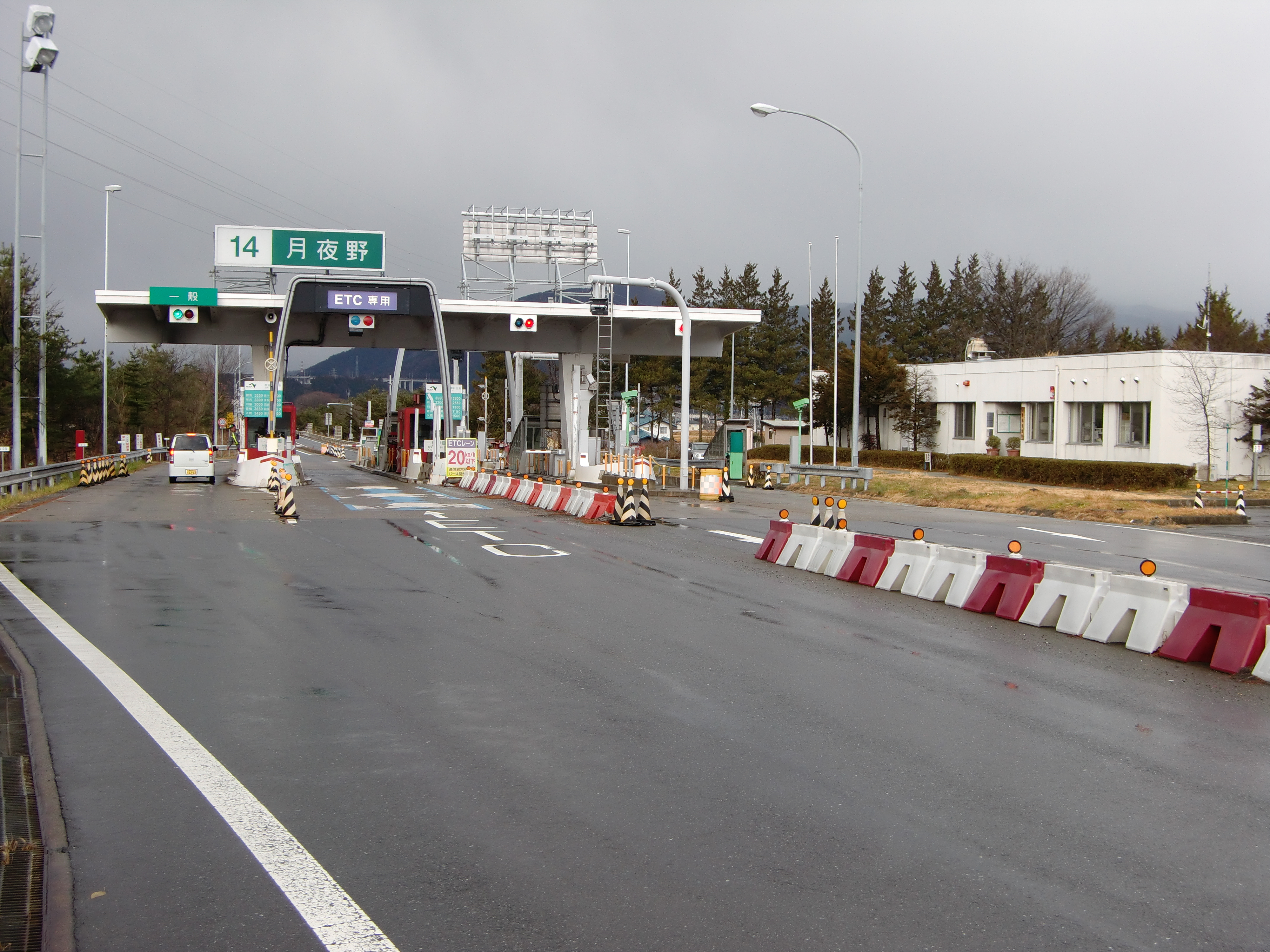
月夜野インターチェンジ

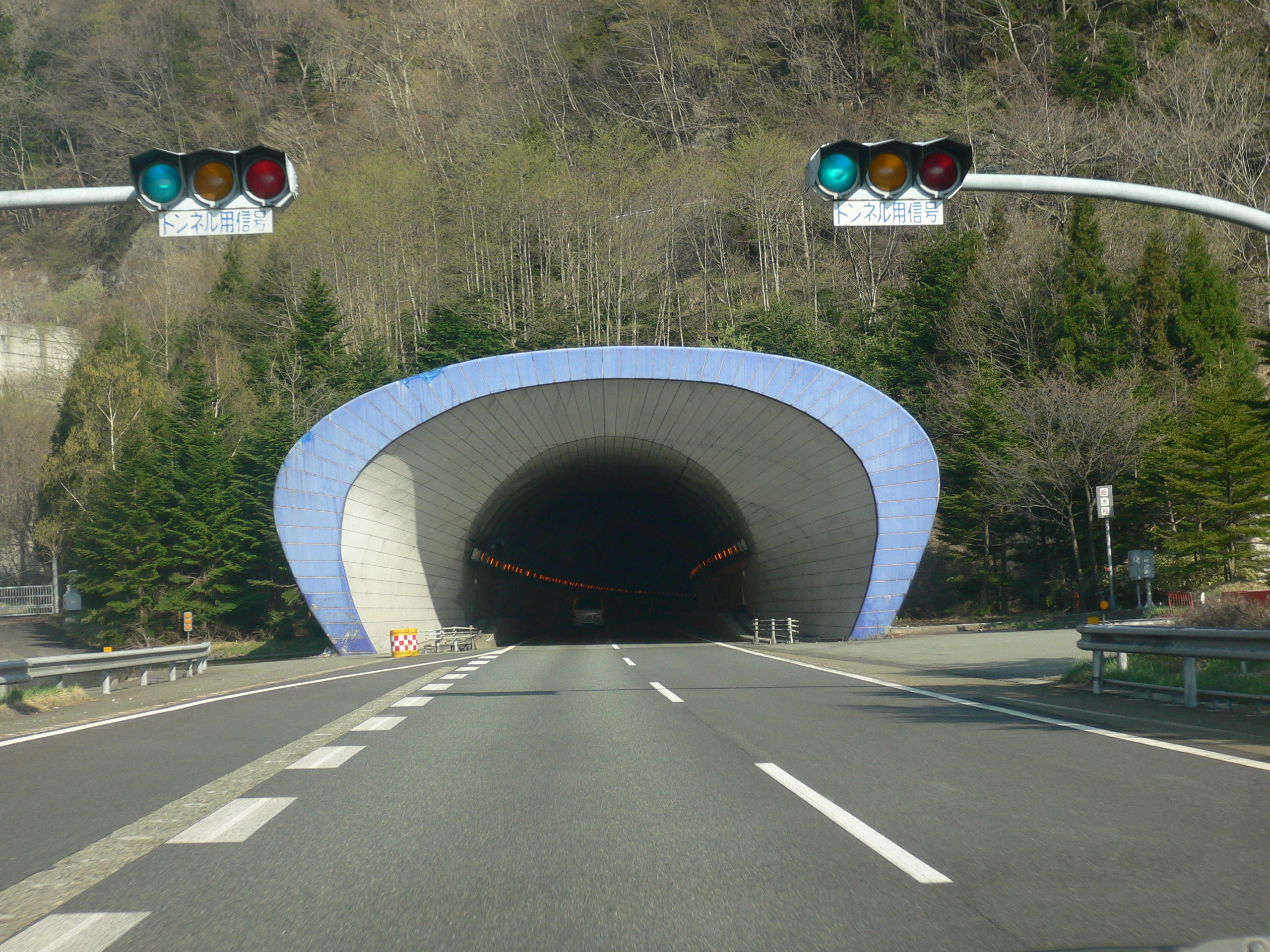
関越トンネル

  - 関越自動車道：月夜野IC - （下牧PA） - 水上IC - （谷川岳PA） - （関越トンネル）
- 一般国道
  - 国道17号
  - 国道291号 - 湯桧曽・一ノ倉沢 - 清水峠区間は車両通行不能区間
- 県道（主要地方道）
  - 群馬県道36号渋川下新田線
  - 群馬県道53号中之条湯河原線
  - 群馬県道61号沼田水上線
  - 群馬県道63号水上片品線
- 道の駅
  - みなかみ水紀行館、月夜野矢瀬親水公園、たくみの里

## 名所・旧跡・観光スポット・祭事・催事・施設
- みなかみユネスコエコパーク

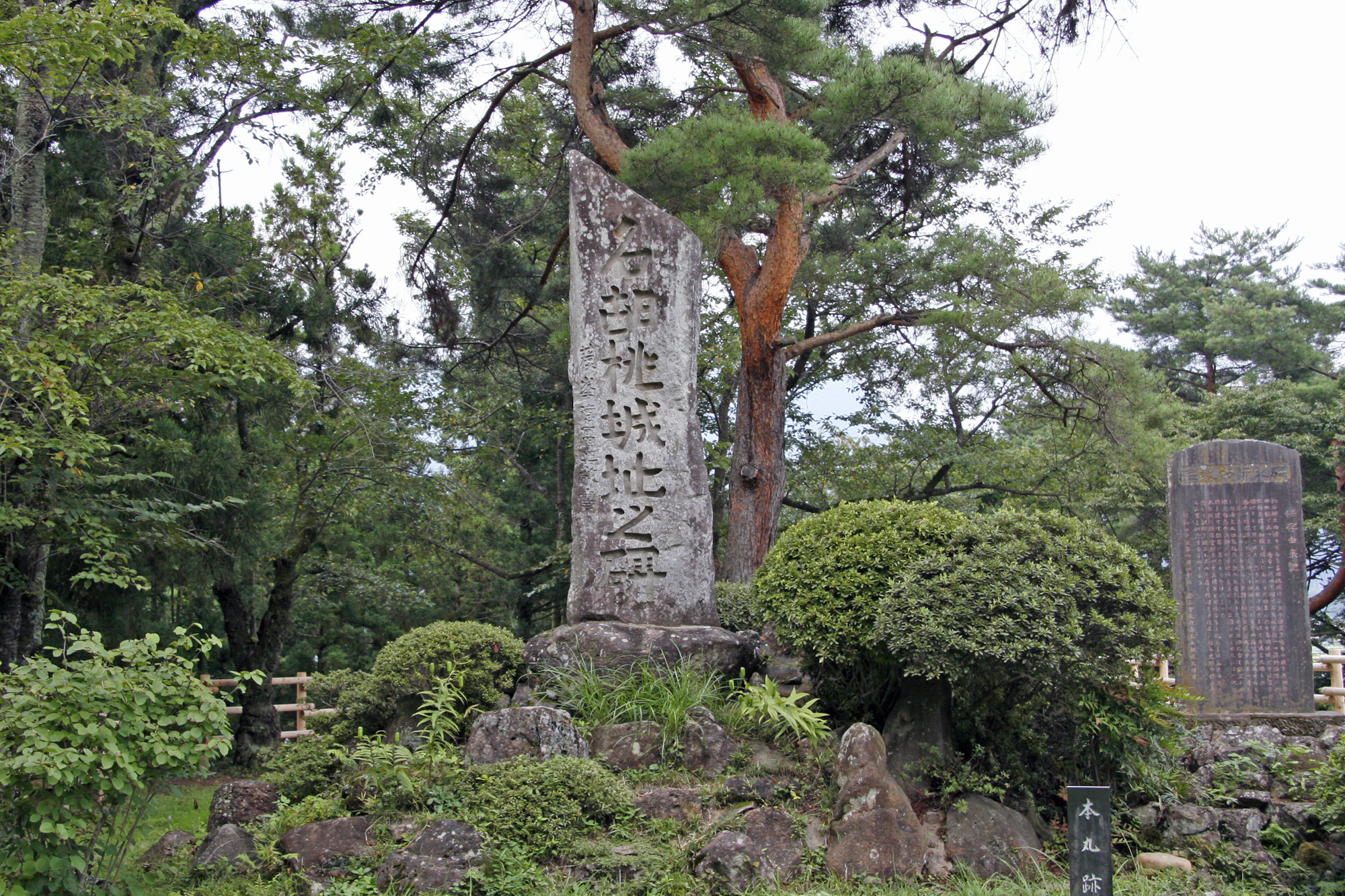
名胡桃城

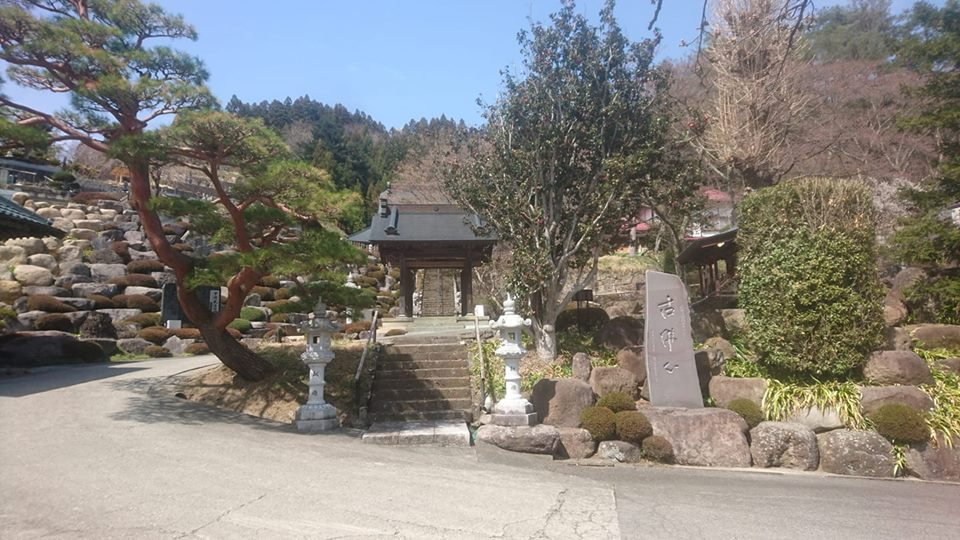
大峰山長慶院嶽林寺

- みなかみ十八湯 - 水上温泉郷など町内18か所の温泉地をグループブランディングし、各温泉地の個性を活かしながら、全体の魅力を高める戦略をとっている[21]。
  - 水上温泉
  - 谷川温泉
  - うのせ温泉
  - 向山温泉
  - 湯桧曽温泉
  - 宝川温泉
  - 上の原温泉
  - 湯ノ小屋温泉
  - 上牧温泉
  - 高原千葉村温泉
  - 法師温泉
  - 猿ヶ京温泉
  - 川古温泉
  - 赤岩温泉
  - 湯宿温泉
  - 月夜野温泉
  - 真沢温泉
  - 奈女沢温泉

- 谷川岳天神平スキー場、水上高原スキーリゾート、水上宝台樹スキー場、奥利根スノーパーク 他
- 矢瀬遺跡（国の史跡）、梨の木平敷石住居跡、深沢遺跡配石遺構、矢瀬親水公園、月夜野郷土歴史資料館
- 水上石器時代住居跡

1944年に国の史跡に指定された。利根川上流右岸の十二沢という沢沿いにある2つの建物（住居）跡。一つは大穴字坂上、もう一つは字大久保にある。いずれも石囲炉の周囲に河原石を敷き並べた柄鏡形竪穴建物で、縄文時代中期から後期のもの。土器等の出土品は散逸して詳細不明。集落の形態、規模なども不明である。
- 月夜野びーどろパーク・ガラスアート美術館（上越クリスタル硝子）
- 名胡桃城址（県指定史跡）
- たくみの里
- 民話と紙芝居の家
- 群馬サイクルスポーツセンター
- 若旅民具茶屋 （若旅民芸館）
- 奥利根民俗集古館
- 水紀行館
- みなかみバンジー（諏訪峡大橋）、猿ヶ京バンジー（猿ヶ京水管橋）[23]
- New Acoustic Camp - 2012年から水上高原リゾート200で行われている音楽フェスティバル。
- 嶽林寺
- 泉峯山 泰寧寺 - 延慶2年（1309年）に天台宗の仏教寺院として開創、のちに曹洞宗に改宗された。桃山建築の須弥壇、欄間、山門は県の重要文化財に指定されている。地域の中心となる寺で、江戸時代には寺子屋を始めた。また、明治6年には境内に須川小学校を開校した。
- 嶽林寺
- 三国路与謝野晶子紀行文学館

## 出身有名人
- 杉木茂左衛門（農民、義民）
- 塩原太助（江戸時代の商人）
- 櫛淵宣根（神道一心流開祖）
- 高橋お伝
- 本多義光
- 池田実穂（木版画家）
- 琴稲妻佳弘（元大相撲力士。旧：新治村）
- 生方賢一郎（俳優）
- 藤井敏夫（俳優）
- 石田良介（剪画家。旧：月夜野町）
- 市村政美（元アルペンスキー選手）
- 高野鉄平（元スキージャンプ選手）
- 河合明宣（農学者）
- 深代千之（スポーツ科学者、教育学者）
- 林桂（俳人）
- 宮崎幾笑（元プロサッカー選手）

## ゆかりの有名人
- 若山牧水（歌人、みなかみ紀行）
- 与謝野晶子（歌人、三国路与謝野晶子紀行文学館）
- 田中陽希（アドベンチャーレーサー）
- 田中正人（アドベンチャーレーサー）
- 内田湘大（プロ野球選手）

## 産学官連携
- 2021年（令和3年）9月22日 - 群馬銀行、オープンハウス、東京大学大学院工学系研究科と共に、中山間地域における地域社会の発展と地域経済の活性化、及び町民サービスの向上に資することを目的として産官学金包括連携協定を締結し、「産官学金連携まちづくり」を始動[24]。

## みなかみ町に関連する作品
- 町の歌 - 『ふる里 みなかみ』（作詞 - 小野塚かつえ、作曲 - 若草恵）、『心の旅』（作詞 - 吉田有里、作曲 - 若草恵）[25]